# Figli di Pinin Pero
Figli di Pinin Pero & C. S.p.A. è il nome di un'azienda astigiana con sede a Nizza Monferrato. L'azienda, a conduzione familiare, opera dal 1890 nel settore degli zuccheri.
Negli stabilimenti, ubicati su un'area di oltre 30.000 m2, avvengono le fasi di stoccaggio, lavorazione, trasformazione e confezionamento.
È il principale importatore nazionale di zuccheri grezzi di canna direttamente dai paesi di origine.
La storia dell'azienda è documentata all'interno del museo sug@R(T)_house di Nizza Monferrato..